# Стреміноаса (Вилча)
Стреміноаса (рум. Streminoasa) — село у повіті Вилча в Румунії. Входить до складу комуни Крецень.
Село розташоване на відстані 154 км на захід від Бухареста, 49 км на південь від Римніку-Вилчі, 49 км на північний схід від Крайови.

## Населення
За даними перепису населення 2002 року у селі проживали 716 осіб. Рідною мовою 715 осіб (99,9%) назвали румунську.
Національний склад населення села:
| Національність | Кількість осіб | Відсоток |
| -------------- | -------------- | -------- |
| румуни         | 653            | 91,2%    |
| цигани         | 62             | 8,7%     |